# Sint-Ansfriedkapel
De Sint-Ansfriedkapel is een kapel in Thorn in de Nederlandse gemeente Maasgouw. De kapel staat op de hoek van de Schoolstraat-Baarstraat in het oosten van het dorp.
Op ongeveer 475 meter naar het noorden staat de Heilige-Familiekapel, op ongeveer 375 meter naar het noordwesten staat de Sint-Annakapel, op ongeveer 500 meter naar het westen staat de Sint-Nepomucenuskapel en op ongeveer 250 meter naar het zuiden staat de Sint-Jobkapel.
De kapel is gewijd aan de heilige Ansfried.

## Geschiedenis
In 1984-1985 werd de kapel gebouwd vanwege het 25-jarig bestaan de Sint-Ansfriedmavo in het dorp. Op 15 september 1984 kreeg de kapel haar heiligenbeeld en werd de kapel ingezegend.

## Bouwwerk
Voor de kapel ligt er een bestrating van Maaskeien en kinderkopjes waarin een kruis gelegd is.
De rode bakstenen kapel is opgetrokken op een rechthoekig plattegrond met aan de achterzijde een kleine halfronde apsis en wordt gedekt door een verzonken zadeldak met rode pannen. In de beide zijgevels zijn elk twee rondboogvensters aangebracht die voorzien zijn van traliewerk. De frontgevel kenmerkt zich door een halfrond fronton dat rijkelijk met reliëf gedecoreerd is en van de hand is van kunstenaar Sjef Drummen. Het reliëf beeldt de heilige Ansfried af toen die als ridder in dienst was van de Duitse keizer, al zittende op een paard, met voor hem een afgelegd schild en zwaard. Naast dit schild en zwaard is Ansfried nogmaals afgebeeld maar nu als monnik. Rechts staat Hereswitha afgebeeld, de vrouw van Ansfried, samen met een bisschopsmijter. In de frontgevel bevindt zich de rondboogvormige toegang die afgesloten wordt met een ijzeren hek en een plexiglazen deur.
In de achterwand van de kapel is een halfronde nis aangebracht waarin op een verhoging van baksteen een polychroom neogotisch beeld geplaatst is van de heilige dat ongeveer anderhalve beter hoog is. Dit beeld stamt uit de 19e eeuw van de hand van beeldhouwer Thissen en is afkomstig uit de Sint-Michaëlskerk. Het beeld toont de heilige met een bisschopsmijter en gekleed in lichtblauwe en lichtgroene bisschoppelijke gewaden, terwijl die in zijn linkerhand een gesloten boek vasthoudt met daarop een kerkmodel en in zijn rechterhand een sierlijke kromstaf en een bisschopsring draagt.